# Aristosuchus pusillus
Aristosuchus pusillus è un piccolo dinosauro noto per scarsi resti fossili rinvenuti verso la metà dell' '800 nei ricchi giacimenti dell'Inghilterra meridionale risalenti al Cretacico inferiore. Spesso confuso con il quasi identico Calamospondylus, ora Aristosuchus è ritenuto essere un rappresentante dei compsognatidi, una famiglia di teropodi che include alcuni tra i più piccoli fra i dinosauri.

## Un "grande" compsognatide
Lungo circa due metri, Aristosuchus era probabilmente uno dei più grossi compsognatidi, ma per il resto era probabilmente simile alle altre forme della famiglia: un bipede dotato di collo e coda lunghi, muso aguzzo e zampe posteriori lunghe e potenti. Con ogni probabilità Aristosuchus predava piccoli animali che ghermiva con le zampe anteriori artigliate.